# Борє
Борє (словен. Borje) — поселення в общині Загорє-об-Саві, Засавський регіон, Словенія. Висота над рівнем моря: 620,4 м.